# Acosmeryx beatae
Acosmeryx beatae là một loài bướm đêm thuộc họ Sphingidae. Nó được tìm thấy ở Sulawesi.